# セグロウミスズメ

セグロウミスズメ（背黒海雀、学名：Synthliboramphus hypoleucus）は、チドリ目ウミスズメ科に分類される海鳥の一種。